# Eulepidotinae
Sous-famille
Les Eulepidotinae sont une sous-famille de papillons de nuit de la famille des Erebidae.

## Description
Les mâles adultes de la sous-famille ont des touffes de poils au niveau du tibia. Les femelles adultes ont l'ouverture ostiale située entre les septième et huitième sternites abdominaux au lieu d'être située antérieurement sur le septième sternite,.

## Liste des genres
Selon ITIS (25 décembre 2024) :
- Anticarsia Hübner, 1818
- Antiblemma Hübner, 1821
- Athyrma Hübner, 1823
- Azeta Guenée, 1852
- Ephyrodes Guenée, 1852
- Epitausa Walker, 1857
- Eulepidotis Hübner, 1823
- Goniocarsia Hampson, 1926
- Herminocala Hampson, 1913
- Litoprosopus Grote, 1869
- Manbuta Walker, 1865
- Massala Walker, 1865
- Metallata Möschler, 1890
- Obrima Walker, 1856
- Panopoda Guenée, 1852
- Phyprosopus Grote, 1872
- Renodes Guenée, 1852
- Syllectra Hübner, 1819

## Taxonomie
Le nom valide complet (avec auteur) de ce taxon est Eulepidotinae Grote, 1895.
L'analyse phylogénétique a montré que les Eulepidotinae sont étroitement liés aux Hypocalinae, et qu'un clade de ces deux sous-familles est étroitement lié aux Calpinae. La classification des genres en tribus au sein des Eulepidotinae n'a pas été résolue,.